# Natri bromat
Natri bromat (công thức hóa học: NaBrO3) là một chất oxy hóa mạnh, chủ yếu được dùng trong quá trình nhuộm từng đợt hay tiếp diễn bao gồm lưu huỳnh hay trong hũ nhuộm và như là chất uốn tóc, tác nhân hóa học, hay là dung môi của vàng trong các mỏ vàng khi dùng với natri bromide.